# Heinrich Zollinger
Heinrich Zollinger, född 22 mars 1818 i Feuerthalen, Schweiz, död 19 maj 1859 i Indonesien,  var en schweizisk botaniker.
Auktorsnamnet Zoll. kan användas för Heinrich Zollinger i samband med ett vetenskapligt namn inom botaniken; se Wikipediaartiklar som länkar till auktorsnamnet.